# ناو هواپیمابر ویکتوریوس
اچ ام اس ویکتوریوس (به انگلیسی R۳۸،HMS Victorious) دومین ناو هواپیمابر از ناوهای هواپیمابر کلاس ایلاستریوس بود که دستور ساخت آن در نیروی دریایی انگلستان در سال ۱۹۳۶ داده شد و در سال ۱۹۳۷ ساخت آن شروع شد. دو سال بعد در شروع جنگ جهانی دوم (۱۹۳۹) به آب انداخته شد. با این حال تا ۱۹۴۱ که نیاز شدیدی به شناورهای اسکورتی احساس می‌شد وارد نیروی دریایی نشد.
| اچ ام اس ویکتوریوس (آر-۳۸) | اچ ام اس ویکتوریوس (آر-۳۸) |  |
| -------------------------- | -------------------------- |  |
|                            |                            |  |
| اطلاعات کلی                |                            |  |
| نوع کشتی                   | ناو هواپیمابر              |  |
| کلاس                       | ایلاستریوس                 |  |
| کشور سازنده                | انگلستان                   |  |
| ساخت کارخانه               | ویکرز آرمسترانگ            |  |
| تاریخ به آب اندازی         | ۱۹۳۹                       |  |
| ورود به ناوگان             | ۱۹۴۱                       |  |
| مشخصات                     |                            |  |
| طول کشتی                   | ۲۰۵ متر                    |  |
| پهنای بدنه                 | ۵/۸ متر                    |  |
| ارتفاع ستون                | ۲۹ متر                     |  |
| بارگیری استاندارد          | ۲۹٫۵۰۰ تن                  |  |
| نوع موتور                  | توربین بخار                |  |
| ضخامت زره دور کشتی         | ۴ اینچ                     |  |
| ضخامت زره عرشه کشتی        | ۳ اینچ                     |  |
| تعداد خدمه                 | ۹۰۰                        |  |
| سرعت                       | ۳۱ گره دریایی              |  |
| برد عملیاتی                | ۲۰٫۰۰۰ کیلومتر با ۱۴ گره   |  |
| جنگ‌افزارها                 |                            |  |
| توپخانه                    | ندارد                      |  |
| توپخانه ضدهوایی            | ۸×۵/۴ اینچ ، ۱۶× ۲پوندر    |  |
| هواگردهای قابل حمل         | ۵۰                         |  |
| سرنوشت                     |                            |  |
| تاریخ و محل بازسازی        | ۱۹۵۰-۵۷                    |  |
| تاریخ خروج از خدمت         | ۱۹۶۸                       |  |
| تاریخ و محل اوراق شدن      | ۱۹۶۹                       |  |

## تاریخچه
این ناوهواپیمابر انگلیسی تقریباً در تمامی صحنه‌های جنگ جهانی دوم نقش آفرینی کرد:

### شکاربیسمارک
تنها دو هفته پس از ورود به خدمت ویکتوریوس در عملیات مهمی که منجر به غرق شدن بیسمارک شد شرکت داشت. این درحالی بود که برای ماموریت دیگری در مدیترانه در نظر گرفته شده و در شرایط مناسبی نبود، تنها یک چهارم جنگنده‌های آن روی کشتی بودند. او همراه با نبردناو کینگ جورج پنجم و رزمناو ریپالس و چهار ناوِسبک در تعقیب نبردناو بیسمارک شرکت کرد و هواپیماهای او توانستند با وجود توپخانه ضدهوایی قوی بیسمارک اژدرهایی به سویش شلیک کنند. نتیجه این تعقیب تنها برخورد یک اژدر به زره اصلی بدنه بیسمارک بود. که منجر به صدمه قابل توجهی به بیسمارک نشد لذا این ناو هواپیمابر نقشی در غرق کردن تاریخی بیسمارک نداشت.

### عملیات پدستال
در آگوست ۱۹۴۱ ویکتوریوس نقشی کلیدی در این عملیات داشت. در این عملیات ویکتوریوس در رساندن آذوقه به مالت و چندین بار فرستادن جنگنده‌های ذخیره به این جزیره نقش ایفا کرد. در ۱۱ آگوست ۱۹۴۲ توسط بمب افکنهای ایتالیایی مورد حمله قرار گرفته و صدماتی دید. در نهایت با وجود تلفات متحدین این عملیات موفقیت آمیز بود و منجر به حفظ مالت شد.

### عملیات تورچ(مشعل)
در نوامبر ۱۹۴۲ در عملیات پیاده کردن نیرو در آفریقا نقش ایفا کرد.

### اولین خدمت در اقیانوس آرام
پس از بازسازی در آمریکا طی زمستان ۴۳-۱۹۴۲ از طریق کانال پاناما به اقیانوس آرام وارد شد تا به کمک آمریکا در این صحنه بپردازد. او با نام رمز یو اس اس رابین که از شخصیت تخیلی رابین‌هود برداشته شده بود نامیده شد. او به سمت بندر پرل رفت تا پس از تجهیز به هواپیماهای آمریکایی و آموزش خدمه پروازی در رزم‌گروه ساراتوگا به عنوان تنها ناو هواپیمابر آمریکایی در آن صحنه خدمت کند. پس از خدمت در این صحنه در اواخر ۱۹۳۴ به انگلستان برگشت و تحت تغییراتی قرار گرفت.

### حمله به تیرپیتز
در دوم آوریل ۱۹۴۴ ویکتوریوس به گروه جنگی شامل آنسون، دوک یورک، اِمپرور، فنسر، فیوریوس، پورسوئر و سرچر که همراه با چندین ناو و ناوشکن دیگر بودند در عملیات موسوم به تنگستن بر ضد نبردناو تیرپیتز شرکت کرد. این عملیات شامل بیست جنگنده باراکودا در دو موج بود که منجر به ۱۴ بار برخورد موفقیت آمیز به تیرپیتز شد. این عملیات تیرپیتز را برای ۳ ماه از جنگ خارج کرد. سه روز بعد این ناو هواپیمابر در پی عملیات موفقش به پایگاه برگشت.

### دومین دوره خدمت در اقیانوس آرام
این دوره از ۱۹۴۴ آغاز شد. بمب افکنهای ویکتوریوس در حمله به مواضع ژاپن در جزایر سوماترا در ۱۹۴۴ نقش ایفا کرد. در ۲۰ آوریل ۱۹۴۵ در حمله به اوکیناوا نقش داشت. در این نبرد جنگنده‌های ژاپنی حملات کامیکازه خطرناکی انجام می‌دادند و در ۲۰ آوریل ویکتوریوس هدف یکی از این حملات قرار گرفت و متحمل صدماتی شد.

### بعد از جنگ
بعد از جنگ در فاصله سالهای ۵۷-۱۹۵۰ مورد بازسازی قرار گرفت و به خدمت خود ادامه داد. تا اینکه در نهایت در سال ۱۹۶۷ در پی آتش‌سوزی در پورتسموت به شدت آسیب دید و در نهایت تصمیم برای اوراق آن در سال ۱۹۶۹ گرفته شد.